# Friedrich Thiersch

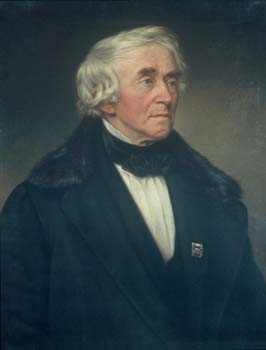
Friedrich Thiersch

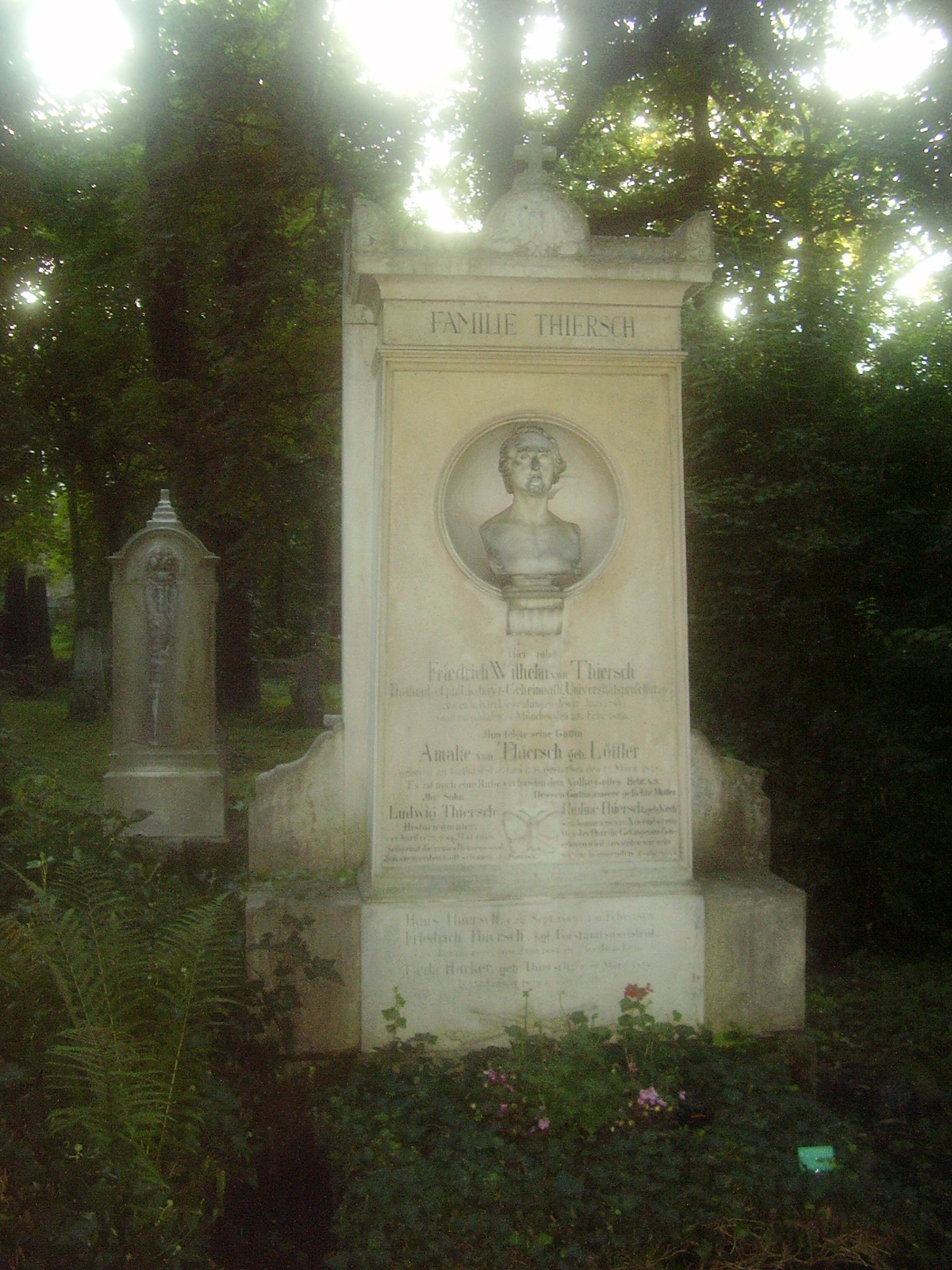
Családi síremléke

Friedrich Wilhelm Thiersch (Kirchscheidungen (Freiburg an der Unstrut mellett), 1784. június 17. – München, 1860. február 25.) német filológus. 

## Életútja
1809-ben líceumi tanár lett Münchenben, ahol filológiai intézetet alapított, amely később egyetemi szeminárium lett. 1815-től 1818-ig az Athenaeumot (nevelőintézet ifjú görögök számára Münchenben) vezette, 1826-ban elnyerte az ókori irodalom tanszékét, 1831-ben Görögországba utazott. Joánisz Kapodísztriasz meggyilkoltatása után részt vett a kormányzásban, majd Ottó bajor hercegnek királlyá választatása mellett kardoskodott, aztán mint udvari tanácsos Münchenben élt, és a tudományos akadémia elnöke lett. Nagy érdemeket szerzett a bajor tudományos intézetek emelése körül. Vezette az Acta philologorum Monacensiumot (4 kötet, 1811-29).

## Főbb művei
- Über die Gedichte des Hesiod (1814)
- Pindar mit deutscher Übersetzung (1820)
- Reisen in Italien (1826)
- Über die Epochen der bildenden Kunst unter den Griechen (2. kiad., 1829)
- Über gelehrte Schulen (3 kötet, 1826-37)
- Sur l'état actuel de la Grece etc. (2 kötet, 1834)
- Zustand des öffentlichen Unterrichts in Deutschland, Holland, Frankreich und Belgien (3 rész, 1838)
- Allgemeine Aesthetik in akademischen Lehrvorträgen (1846)